# Torsten Berndtsson
Torsten "Pajen" Berndtsson var en svensk fotbollsspelare (inner/centerforward) som representerade Gais i allsvenskan på 1930-talet.
Berndtsson kom till Gais från Fässbergs IF våren 1934. Han sågs som talangfull, men lyckades inte i Gais utan spelade bara 17 matcher (3 mål) för klubben åren 1934–1937.